# Sleep Token
Sleep Token — британський рок-гурт із Лондона, створений у 2016 році. Група є абсолютно анонімним колективом у масках, очолюваним фронтменом під псевдонімом Vessel. Вони були класифіковані за багатьма різними жанрами, включаючи альтернативний метал, пост-рок / метал, прогресивний метал та інді-рок / поп. Після самостійного випуску свого дебютного мініальбому One у 2016 році гурт підписав контракт з Basick Records і наступного року випустив наступний мініальбом Two. Пізніше група підписала контракт зі Spinefarm Records і випустила свій дебютний повноформатний альбом Sundowning у 2019 році, за яким у 2021 році послідував This Place Will Become Your Tomb. Третій альбом, Take Me Back to Eden, вийшов у травні 2023 року, завдяки якому, гурт досяг великої популярності. У лютому 2024 року, Sleep Token підписали контракт з RCA Records . У травні 2025 року було випущено четвертий студійний альбом Even in Arcadia. 

## Склад
- Vessel - вокал, тексти пісень, гітара, клавішні інструменти, композитор, продюсер.
- II - барабани.
- III (бас-гітара) та IV (гітара) не беруть участі у написанні пісень, приєднуються до гурту на живих виступах.

## Кар'єра

### Sundowing
Sleep Token підписали контракт із лейблом Spinefarm Records, що входить до складу Universal Music Group, у 2019 році. Одночасно з оголошенням про угоду в червні гурт також анонсував Sundowning і випустив першу пісню з альбому "The Night Doesn't Belong to God". Кожні два тижні після цього наступна пісня з трек-листа альбому виходила на YouTube під час заходу сонця у Великій Британії. Кожен трек отримав власну емблему і супровідний візуалізатор, що сприяло створенню історії альбому.
21 листопада 2019 року був випущений повний альбом Sundowing. Записаний у G1 Productions у Веллсі, Великобританія, він був спродюсований Джорджем Левером. Альбом складається з дванадцяти пісень, кваліфікований за жанрами: Альтернативний метал, Пост-метал, Пост-рок, Прогресивний метал. Sundowing став першим релізом гурту у лейблі Spinefarm Records.
20 червня 2020 року, через сім місяців після першого релізу альбому і в день літнього сонцестояння, Sleep Token випустив делюкс-версію Sundowning, що містила чотири бонус-треки, повністю виконані на фортепіано, під назвою The Room Below. Ці чотири треки були новою версією заключного треку альбому "Blood Sport" (на який також було випущено відеокліп), новим треком під назвою "Shelter" та кавер-версіями пісень Біллі Айліш "When the Party's Over" і Вітні Г'юстон "I Wanna Dance with Somebody (Who Loves Me)". 20 березня 2022 року, у день весняного рівнодення, була випущена інструментальна версія оригінального 12-трекового альбому.

### This Place Will Become Your Tomb
This Place Will Become Your Tomb - другий студійний альбом гурту Sleep Token. Записаний на студії G1 Productions у Веллсі, графство Сомерсет, він був спродюсований Джорджем Левером, з яким гурт раніше працював над своїм дебютним альбомом Sundowning 2019 року. Альбом вийшов 24 вересня 2021 року на лейблі Spinefarm Records, йому передували сингли "Alkaline" у червні, "The Love You Want" у серпні та "Fall for Me" у вересні. "This Place Will Become Your Tomb" приніс Sleep Token перші позиції в чартах Великої Британії, потрапивши до топ-40 британського чарту альбомів та топ-20 шотландського чарту альбомів.
Альбом This Place Will Become Your Tomb був анонсований 18 червня 2021 року і супроводжувався випуском першого синглу "Alkaline" та відеокліпу. В офіційному прес-релізі стверджувалося, що альбом "заглиблюється у загадковий всесвіт Sleep Token, розсуваючи кордони і розмиваючи жанри, зберігаючи при цьому своє фірмове звучання". Того ж дня гурт виступив на Другій сцені фестивалю Download Festival Pilot, де вперше наживо виконав "Alkaline". 6 серпня з'явилася "The Love You Want", а 17 вересня, за тиждень до релізу альбому, - "Fall for Me", на які теж було випущено відеокліпи.

### Take Me Back to Eden
5 січня 2023 року гурт випустив сингл «Chokehold», свій перший новий матеріал після This Place Will Become Your Tomb. За цим послідував «The Summoning» наступного дня, «Granite» через два тижні і «Aqua Regia» наступного дня. Усі чотири треки, випущені з початку 2023 року, увійшли до третього альбому гурту Take Me Back to Eden, який вийшов у травні 2023 року. Take Me Back To Eden ознаменував значні зміни у творчому процесі гурту, оскільки вони припинили співпрацю зі своїм давнім продюсером Джорджем Левером на користь Карла Боуна. Vessel також взяв на себе роль співпродюсера з Боуном вперше в кар'єрі гурту.
У березні 2023 року Sleep Token були номіновані як найкращий британський виконавець на Heavy Music Awards. У травні 2023 року Sleep Token отримав нагороду «Найкращий артист Великобританії» на церемонії Heavy Music Awards. Того ж місяця гурт оголосив про самостійне хедлайнерське шоу на Wembley Arena, яке було заплановано на грудень 2023 року. Шоу Wembley Arena було розкуплено за 10 хвилин після того, як квитки вийшли в загальний продаж. Під час шоу гурт показав нові маски, які вказують на те, що гурт вступає в «нову еру».
Після свого успіху у 2023 році Sleep Token наприкінці року отримали схвальні відгуки від музичної преси. Читачі Metal Hammer назвали його найкращим альбомом року, тоді як автори журналу поставили його на четверте місце найкращого року Revolver також назвали його найкращим альбомом року №1, як і Rock Sound, який також назвав Sleep Token найкращим британським гуртом року. Керранг! співробітники назвали альбом третім найкращим у 2023 році. Сценаристи NME назвали Take Me Back to Eden своїм 21-м найкращим альбомом року, а «The Summoning» поставили 18-ю найкращою піснею року.
Even In Arcadia
18 лютого 2025 року шанувальники знайшли загадковий сайт, на якому можна було підписатись на email-розсилку, склавши з літер певну фразу. На електронну пошту приходили загадкові листи з двома зображеннями, які пропонували обрати одну зі сторін. В мережі появилось безліч теорій, що дало зрозуміти про наближення нової «ери».
13 березня 2025 року було випущено сингл «Emergence», що дебютував на першому місці у Billboard Hot Hard Rock Songs. Також було оголошено про майбутній новий альбом Even in Arcadia, дата виходу якого призначена на 9 травня цього ж року . Альбом стане четвертим студійним записом гурту, а також першим записом із лейблом RCA Records. Також із виходом синглу, Sleep Token оголосили про свій новий тур «The Even in Arcadia Tour».
4 квітня гурт випустив другий сингл «Caramel» з цього ж альбому. Шанувальники інтерпретували текст пісні, як пісню для "токсичних фанатів" гурту, які з'явились із швидким зростанням популярності Sleep Token та переслідували учасників групи. Пісня настільки захопила серця фанатів, що у перші дні, на багатьох музичних платформах, трималась на першій позиції чартів у багатьох країна світу, а також посіла перше місце чарту Billboard Hot Hard Rock Songs.
25 квітня вийшов третій та останні сингл під назвою «Damocles» та згодом було опубліковано назви всіх пісень, що будуть у самому альбомі Even in Arcadia. Коли «Damocles» дебютував на першому місці чарту Billboard Hot Hard Rock Songs, Sleep Token стали першим гуртом, який двічі замінив себе на цій позиції.
9 травня 2025 року альбом став доступний у всіх країнах світу та за перший день зібрав понад 17.5 мільйонів прослуховувань. Одразу усі десять пісень з Even In Arcadia потрапили до чарту Spotify Global Top Track, що є абсолютним успіхом. 

## Дискографія
Студійні альбоми
- Sundowing
- This Place Will Become Your Tomb
- Take Me Back to Eden
- Even in Arcadia